# Cantó de Tula Campanha Nòrd
El cantó de Tula Campanha Nòrd és un cantó francès del departament de la Corresa, situat al districte de Tula. Té sis municipis i el cap és Tula.

## Municipis
- Chamairac
- Favars
- Nàvas
- Sent German las Vernhas
- Sent Alari Peiros
- Sent Maissenç

## Història
| Data d'elecció                           | Identitat             | Partit | Qualitat |
| ---------------------------------------- | --------------------- | ------ | -------- |
| 1970-1994                                | Armand Boucheteil     | PCF    |          |
| 1994-                                    | Jean-Claude Peyramard | PS     |          |
| les dades anteriors no són pas conegudes |                       |        |          |
|                                          |                       |        |          |

| 1962  | 1968  | 1975  | 1982  | 1990  | 1999  | 2006  |
| ----- | ----- | ----- | ----- | ----- | ----- | ----- |
| 5.359 | 5.499 | 5.717 | 6.677 | 7.428 | 7.076 | 7.591 |